# Veia contracta
Veia contracta là một loài bướm đêm trong họ Erebidae.